# Rišňovce
Rišňovce (in ungherese Récsény) è un comune della Slovacchia facente parte del distretto di Nitra, nella regione omonima.